# 出観集
『出観集』（しゅっかんしゅう）は、平安時代末期の歌人・覚性法親王の家集である。

## 概要
伝本は5本確認できるが、どれも同一系統の本文を持つ。そのなかでも最も優良な本文を持つのは国立歴史民俗博物館蔵の高松宮旧蔵本で、これを忠実に臨写したのが書陵部本である。前者は『私家集大成』の、後者は『新編国歌大観』の底本に採用されている。活字本としてはこの2つの他に『群書類従』第15輯に入っている。
編纂時期やその過程は明らかでないが、覚性法親王が嘉応元年（1169年）12月11日に没してまもなく成立したとされる。詞書には待遇表現が用いられているため、他撰と考えられる。おそらく覚性に近侍していた者によるものだろう。
収載歌数は計850首で、四季・恋・雑に部立されている。崇徳院や藤原教長・閑院流藤原氏の人々との贈答歌が目立つ。また歌題の示された歌が過半数を占め、歌会や歌合が頻繁に催されていたことを窺わせる。小規模な歌壇として確立していたことが推測される。集中に見える歌題から藤原清輔や顕昭など六条藤家の人々との繋がりも判明する。